# Kudzai Chimbaira
Kudzai Chimbaira (13 tháng 10 năm 1985 – tháng 1 năm 2018) là một diễn viên và đạo diễn người Thụy Điển – Zimbabwe.
Cô xuất hiện lần đầu vào năm 2005 trong bộ phim ngắn Pamvura và năm 2007, cô nhận được một giải thưởng tại Liên hoan phim quốc tế Zimbabwe  cho nữ diễn viên xuất sắc nhất trong một bộ phim ngắn đóng vai chính trong bộ phim The Return. Cùng năm đó, cô cũng nhận được Giải thưởng Nghệ thuật Quốc gia của Zimbabwe cho vai diễn trong vở kịch Anatol.
Năm 2008, cô chỉ đạo vở kịch Silent Words for Harare International Festival of the Arts, và cùng năm đó, cô đã giành được một giải thưởng dành cho nữ diễn viên xuất sắc nhất trong Liên hoan phim quốc tế Carthage  cho vai diễn của cô trong phim Zimbabwe. Năm 2008 cô cũng chuyển đến Thụy Điển.
Ở Thụy Điển, cô bắt đầu nhà hát Integrationsteatern  và hoạt động trong liên hoan phim Cinemafrica, chủ tịch của sáng kiến đa dạng Tryck, và diễn xuất trong nhiều vở kịch, và bộ phim Medan vi Lever.
Chimbaira qua đời vào tháng 1 năm 2018, hưởng dương 32 tuổi.